# John Smith (Politiker, 1789)

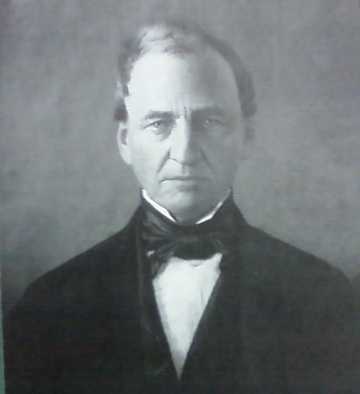
John Smith

John Smith (* 12. August 1789 in Barre, Worcester County, Massachusetts; † 26. November 1858 in St. Albans, Vermont) war ein US-amerikanischer Politiker. Zwischen 1839 und 1841 vertrat er den vierten Wahlbezirk des Bundesstaates Vermont im US-Repräsentantenhaus.

## Werdegang
John Smith war der Vater von Worthington Curtis Smith (1823–1894), der zwischen 1867 und 1873 den dritten Wahlbezirk von Vermont im US-Repräsentantenhaus vertreten sollte. Der ältere Smith besuchte die öffentlichen Schulen seiner Heimat und zog dann nach St. Albans in Vermont. Nach einem Jurastudium und seiner im Jahr 1810 erfolgten Zulassung als Rechtsanwalt begann er in St. Albans in seinem neuen Beruf zu praktizieren. Zwischen 1826 und 1832 war er auch Bezirksstaatsanwalt im Franklin County.
Politisch wurde Smith Mitglied der von Andrew Jackson gegründeten Demokratischen Partei. Von 1827 bis 1837 war er Abgeordneter im Repräsentantenhaus von Vermont, wobei er in den Jahren 1831 bis 1833 als dessen Präsident fungierte. 1838 wurde er im vierten Distrikt von Vermont in das US-Repräsentantenhaus in Washington gewählt. Dort trat er am 4. März 1839 die Nachfolge von Heman Allen an. Da er aber bei den folgenden Wahlen im Jahr 1840 nicht bestätigt wurde, konnte Smith bis zum 3. März 1841 nur eine Legislaturperiode im Kongress absolvieren.
Nach dem Ende seiner Zeit im Kongress engagierte sich Smith im Eisenbahngeschäft und widmete sich dort auch dem Ausbau des Streckennetzes. Er starb im November 1858 in St. Albans und wurde dort auch beigesetzt.